# 京都府道490号物部西舞鶴線
京都府道490号物部西舞鶴線（きょうとふどう490ごう ものべにしまいづるせん）は、京都府綾部市から舞鶴市に至る一般府道である。

## 概要
綾部市物部町から舞鶴市字上福井に至る。
市境の登尾峠付近で車両の通行は不可能となっている。

### 路線データ
- 起点：綾部市物部町（上市交差点、京都府道9号綾部大江宮津線交点）
- 終点：舞鶴市字上福井（上福井交差点、国道175号交点）

## 路線状況

### 重複区間
- 京都府道494号綾部大江線（綾部市志賀郷町・志賀郷交差点 - 綾部市西方町・八丁交差点）
- 京都府道66号志高西舞鶴線（舞鶴市字城屋・城屋南交差点 - 舞鶴市字城屋・城屋北交差点、バイパス側：舞鶴市字城屋）

## 地理

### 通過する自治体
- 京都府
  - 綾部市 - 舞鶴市

### 交差する道路
| 交差する道路                                     | 市町村名 | 交差する場所 | 交差する場所        |
| ------------------------------------------------ | -------- | ------------ | ------------------- |
| 京都府道9号綾部大江宮津線                        | 綾部市   | 物部町       | 上市交差点 / 起点   |
| 京都府道494号綾部大江線 重複区間起点             | 綾部市   | 志賀郷町     | 志賀郷交差点        |
| 京都府道494号綾部大江線 重複区間終点             | 綾部市   | 西方町       | 八丁交差点          |
| 京都府道491号金河内地頭線                        | 綾部市   | 仁和町       | 坊口交差点          |
| 京都府道66号志高西舞鶴線 / 現道 重複区間起点     | 舞鶴市   | 字城屋       | 城屋南交差点        |
| 京都府道66号志高西舞鶴線 重複区間終点            | 舞鶴市   | 字城屋       | 城屋北交差点        |
| 京都府道66号志高西舞鶴線 / バイパス 重複区間終点 | 舞鶴市   | 字城屋       |                     |
| 国道175号 国道178号 重複                         | 舞鶴市   | 字上福井     | 上福井交差点 / 終点 |

### 交差する鉄道
- 北近畿タンゴ鉄道宮津線

### 沿線
- 諏訪神社
- 綾部市立何北中学校
- 志賀郷郵便局
- 綾部市立志賀小学校
- 雨引神社
- 永福保育園
- 天王神社

### 峠
- 登尾峠（綾部市 - 舞鶴市）